# Linyphantes tragicus
Linyphantes tragicus är en spindelart som först beskrevs av Banks 1898.  Linyphantes tragicus ingår i släktet Linyphantes och familjen täckvävarspindlar. Inga underarter finns listade i Catalogue of Life.